# Масьё (Изер)
Масьё (фр. Massieu) — коммуна во Франции, находится в регионе Рона — Альпы. Департамент коммуны — Изер. Входит в состав кантона Сен-Жуар-ан-Вальден. Округ коммуны — Ла-Тур-дю-Пен.
Код INSEE коммуны — 38222. Население коммуны на 2006 год составляло 742 человека. Населённый пункт находится на высоте от 422 до 867 метров над уровнем моря. Муниципалитет расположен на расстоянии около 460 км юго-восточнее Парижа, 70 км юго-восточнее Лиона, 30 км севернее Гренобля. Мэр коммуны — M. Roland Besson, мандат действует на протяжении 2008—2014 гг.
Динамика населения (INSEE):